# Cimetière nouveau de Montreuil
Le cimetière nouveau de Montreuil, est un cimetière se trouvant avenue Jean-Moulin à Montreuil en Seine-Saint-Denis, et est le produit de l'agrandissement du cimetière communal de Montreuil, dit cimetière ancien.
La ville de Montreuil est membre du Syndicat intercommunal funéraire de la région parisienne (SIFUREP).

## Historique
Le nouveau cimetière communal de Montreuil fait partie des 14 % des cimetières récents membres du SIFUREP créés après 1950.

## Description

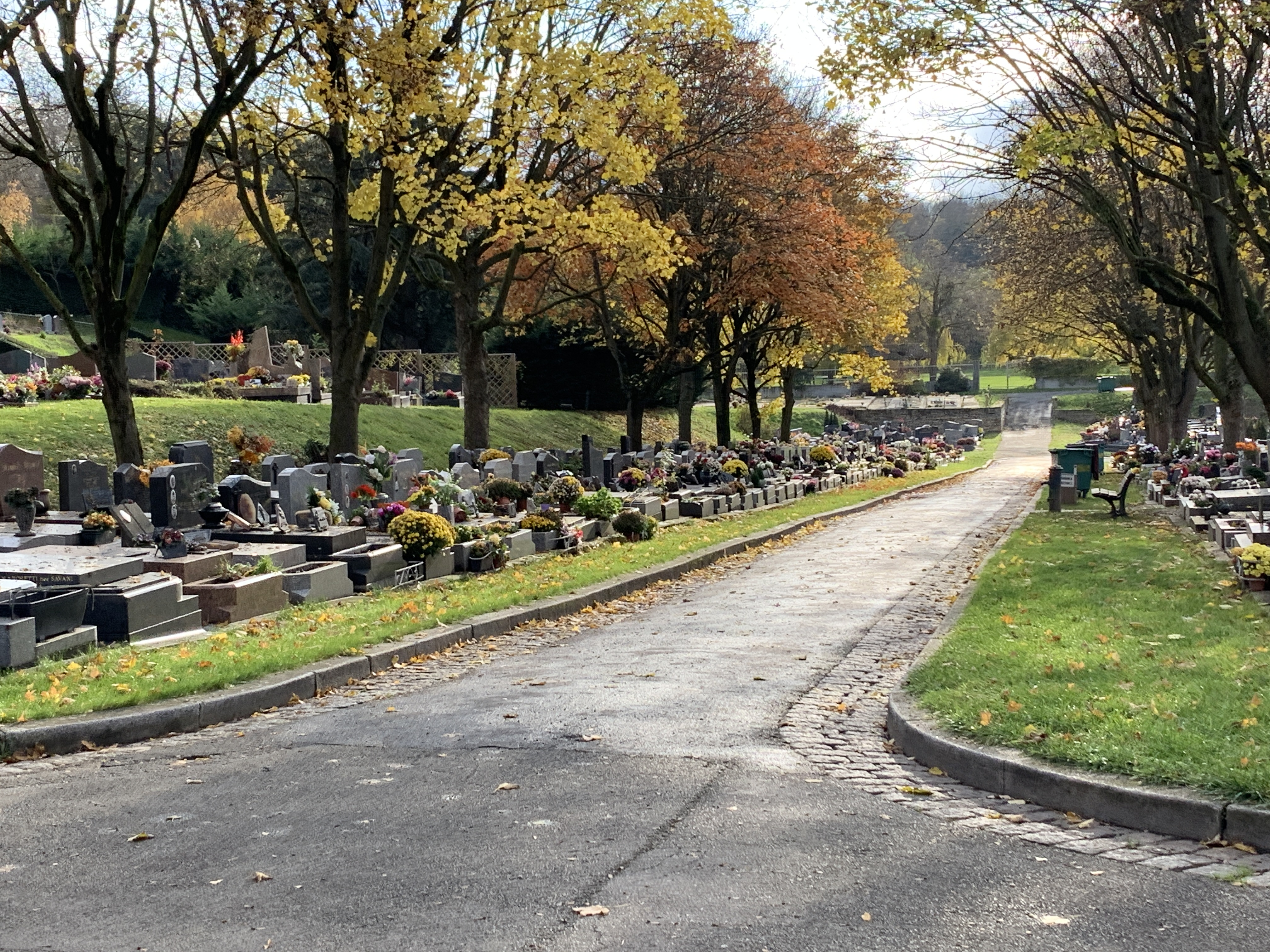
Une allée du cimetière nouveau.

Les pratiques funéraires observées de 2003 à 2008 montrent une part de 90 % d'inhumations. Parmi elles, 54 % se font en caveaux et 46 % en pleine terre. Pour les 10% de crémations, les cendres sont conservées en urnes dans 95% des cas, et pour 5 % dispersées.

## Personnes
- Werenoi (1994-2025), rappeur originaire de la ville.